# Gypona aurulenta
Gypona aurulenta är en insektsart som beskrevs av Fabricius 1803. Gypona aurulenta ingår i släktet Gypona och familjen dvärgstritar. Inga underarter finns listade i Catalogue of Life.